# Start a Fire (chanson de Dilara Kazimova)
Chansons représentant l'Azerbaïdjan au Concours Eurovision de la chanson
Hold Me
(2013) Hour of the Wolf
(2015)
Start a Fire (en français, Allumer un feu) est la chanson représentant l'Azerbaïdjan au Concours Eurovision de la chanson 2014. Elle est interprétée par Dilara Kazimova.

## Eurovision
L'Azerbaïdjan annonce sa participation au concours le 22 novembre 2013. Elle sélectionne d'abord l'interprète dans un télé-crochet Böyük Səhnə qui organise l'audition de 250 artistes et en retenant 80 qui ont obtenu 40 points des cinq membres du jury. Le 31 janvier 2014, İctimai Televiziya annonce les quatorze candidats finalement sélectionnés. À la fin de deux poules et d'une finale où les candidats reprennent des succès internationaux, sauf une originale lors de la finale, Dilara Kazimova remporte la sélection le 2 mars 2014 à la décision du jury.
Le 16 mars 2014, İTV annonce que Dilara Kazimova interprétera la chanson Start a Fire, écrite par Stefan Örn, Alessandra Günthardt et Johan Kronlund. Un mois après,  la chanson est interprétée par Kazimova pour la première fois en azéri, Bir qığılcım (Une flamme) et en turc, Alev Gibi (Comme un feu).
La chanson est d'abord présentée lors de la première demi-finale le mardi 6 mai 2014. Elle est la huitième chanson de la soirée, suivant Shine interprétée par les jumelles Tolmatcheva pour la Russie et précédant Tick-Tock interprétée par Mariya Yaremtchouk pour l'Ukraine.
Sur scène, il y a une trapéziste.
À la fin des votes, elle obtient 57 points et finit neuvième des seize participants. Elle fait partie des dix premières chansons sélectionnées pour la finale.
Lors de la finale le samedi 10 mai 2014, la chanson est la troisième de la soirée, suivant Cheesecake interprétée par Teo pour la Biélorussie et précédant No Prejudice interprétée par Pollapönk pour l'Islande.
À la fin des votes, elle obtient 33 points et finit vingt-deuxième des vingt-six participants.

### Points attribués à l'Azerbaïdjan lors de la première demi-finale
| 12 points | 10 points            | 8 points | 7 points                       | 6 points                 |
| --------- | -------------------- | -------- | ------------------------------ | ------------------------ |
|           | - Russie             |          | - Albanie - Monténégro         | - Moldavie - Saint-Marin |
| 5 points  | 4 points             | 3 points | 2 points                       | 1 point                  |
| - Ukraine | - Estonie - Pays-Bas |          | - France - Lettonie - Portugal | - Hongrie - Islande      |

### Points attribués à l'Azerbaïdjan lors de la finale
| 12 points     | 10 points | 8 points      | 7 points  | 6 points  |
| ------------- | --------- | ------------- | --------- | --------- |
| - Saint-Marin | - Russie  |               | - Géorgie |           |
| 5 points      | 4 points  | 3 points      | 2 points  | 1 point   |
|               |           | - Biélorussie |           | - Ukraine |